# Know (canção de Mary J. Blige)
"Know é uma canção da cantora e compositora americana Mary J. Blige. Foi lançada como single digital em 8 de Agosto de 2019.

## Composição
A música homenageia as mulheres batalhadoras que sacrificam tudo para melhorar suas vidas e de suas famílias.
"Quando você escuta a palavra 'rainha', você pensa em uma mulher conseguindo tudo o que quer", diz Blige na introdução da canção. "Mas não há nada como isso. Olha, ser chefe significa sacrifício. Na maioria do tempo, você recebe menos do que dá. Então toda mulher e mãe no mundo é uma rainha, porque ela sacrificou muita coisa".
Foi escrita por Brittany Cone, Blu June, Mark Anthony Spears, Blige e produzida por Sounwave. A faixa ainda contém interpolações de “Reflections” escrita por Darell Bell e performada por Albert Jones.

## Faixas e formatos
| Download Digital |        |         |  |
| N.º              | Título | Duração |  |
| 1.               | "Know" | 3:07    |  |

## Desempenho nas tabelas musicais
| \| Tabela musical (2019) \| Melhor posição \| \| ----------------------------------- \| -------------- \| \| Estados Unidos (Adult R&B Songs)[7] \| 21 \| |                |
| Tabela musical (2019) | Melhor posição |
| Estados Unidos (Adult R&B Songs) | 21             |

## Histórico de lançamento
| País  | Data                | Formato          | Gravadora                         |
| ----- | ------------------- | ---------------- | --------------------------------- |
| Mundo | 8 de Agosto de 2019 | Download digital | Republic Records, Universal Music |
| Mundo | 8 de Agosto de 2019 | Streaming        | Republic Records, Universal Music |